# Port lotniczy Eugene
Port lotniczy Eugene (IATA: EUG, ICAO: KEUG) – port lotniczy położony w mieście Eugene, w stanie Oregon, w Stanach Zjednoczonych.